# Macroscelidea
Ordre
Famille
Les Macroscélides (Macroscelidea) forment un ordre de mammifères placentaires ne comprenant qu'une seule famille, les Macroscélididés (Macroscelididae), des petits mammifères à long nez, autrefois placée parmi les insectivores. Du fait de leur cæcum intestinal, on les a apparentés tout d'abord aux glires mais, d'après les analyses génétiques, ils semblent faire partie des afrothériens.
Ces animaux sont connus en français sous le nom de Musaraignes à trompe, Sengis ou Rats à trompe. Ils vivent dans les prairies, les savanes ou en bordure des zones forestières. Ils se déplacent en faisant des bonds comme les gerboises.
Ils se rencontrent en Afrique subsaharienne (en dehors du Macroscélide d'Afrique du Nord).

## Classification
Cette famille a été décrite pour la première fois en 1838 par le zoologiste français Charles-Lucien Bonaparte (1803-1857), l'un des neveux de Napoléon Bonaparte, et l'ordre en 1956 par son homologue britannique Percy Butler (1912-2015).

### Liste des genres et espèces
Selon Mammal Species of the World (version 3, 2005)  (1er juillet 2014) :
- genre Elephantulus Thomas and Schwann, 1906
  - Elephantulus brachyrhynchus (A. Smith, 1836) — macroscélide à nez court
  - Elephantulus edwardii (A. Smith, 1839)
  - Elephantulus fuscipes (Thomas, 1894)
  - Elephantulus fuscus (Peters, 1852)
  - Elephantulus intufi (A. Smith, 1836)
  - Elephantulus myurus Thomas et Schwann, 1906
  - Elephantulus revoili (Huet, 1881)
  - Elephantulus rozeti (Duvernoy, 1833) — macroscélide d'Afrique du Nord
  - Elephantulus rufescens (Peters, 1878)
  - Elephantulus rupestris (A. Smith, 1831)
- genre Macroscelides A. Smith, 1829
  - Macroscelides proboscideus (Shaw, 1800) — macroscélide à oreilles courtes
- genre Petrodromus Peters, 1846
  - Petrodromus tetradactylus Peters, 1846 — pétrodrome à quatre orteils
- genre Rhynchocyon Peters, 1847
  - Rhynchocyon chrysopygus Günther, 1881
  - Rhynchocyon cirnei Peters, 1847
  - Rhynchocyon petersi Bocage, 1880 — macroscélide de Peters

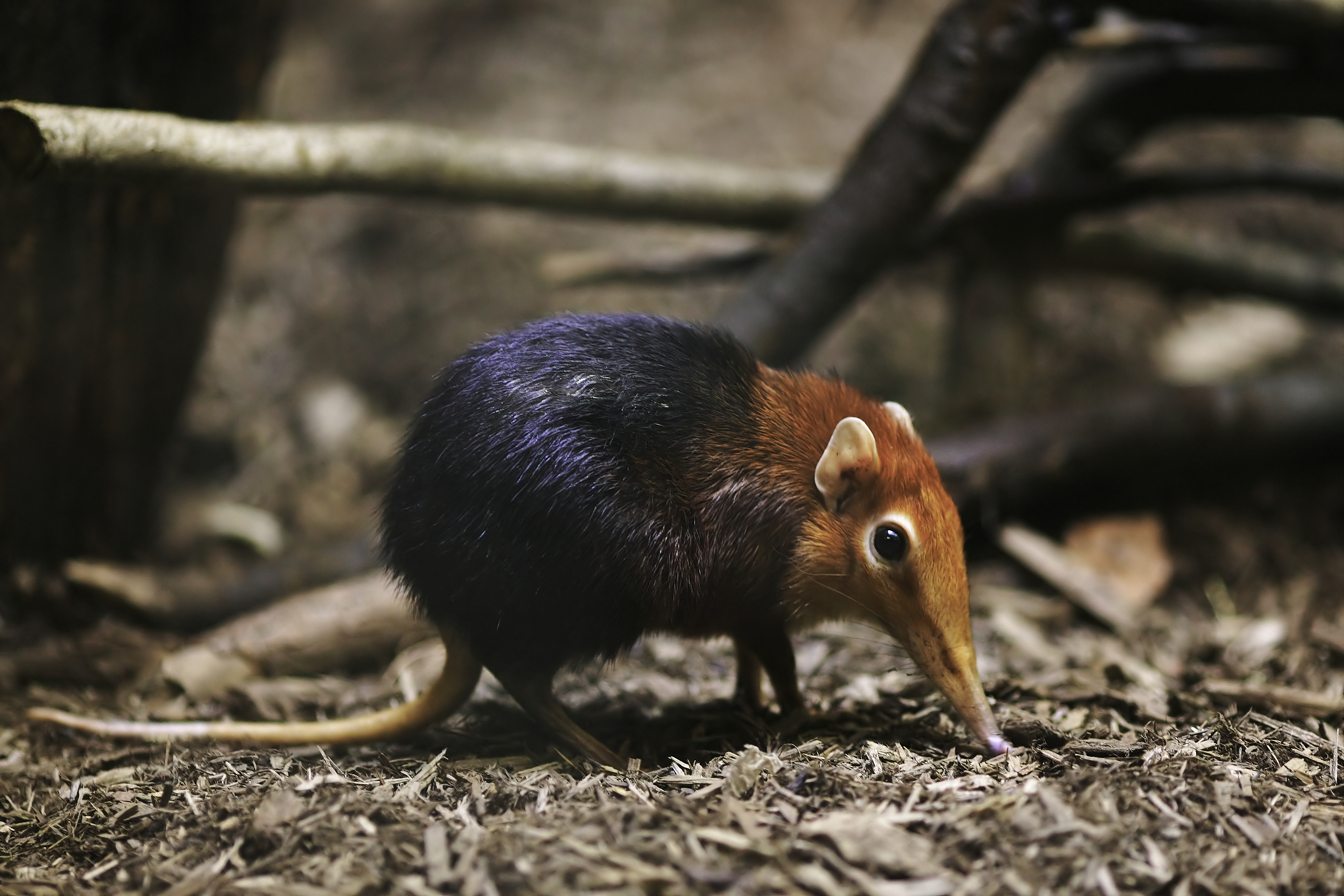
Rhynchocyon petersi

D'autres espèces ont été identifiées récemment comme :
- Macroscelides flavicaudatus Dumbacher et al. 2012[4]
- Macroscelides micus Dumbacher & Rathbun 2014[4]
- Rhynchocyon udzungwensis Francesco Rovero et al., 2008[5]